# Dvärgjassana
Dvärgjassana (Microparra capensis) är en afrikansk vadarfågel i familjen jassanor. Den hittas i våtmarker i Afrika söder om Sahara. Beståndet anses vara livskraftigt.

## Utseende och läten
Karakteristiskt för jaçanorna är deras långa ben och mycket stora fötter med långa tår och klor som möjliggör för dem att gå omkring på flytande vegetation. Dvärgjassanan är som namnet antyder minst i familjen med en kroppslängd på endast 16 cm, bara hälften så stor som den andra afrikanska jaçanaarten afrikansk jassana. På håll upplevs den som brun ovan och vit under. När man kommer närmare syns rostfärgad hjässa och nacke, ett vitt ögonbrynsstreck, ett smalt rostbrunt ögonstreck samt guldgula och rostbruna fläckar på sidan av bröstet. I flykten syns vit bakkant på vingen och rostrött på övergump och stjärt. Lätet består av en enkel serie skallrande och tjattrande ljud som stiger och faller i tonhöjd.

## Utbredning och systematik
Dvärgjassana placeras som enda art i släktet Microparra. Den förekommer i sjöar, dammar och kärr i Afrika söder om Sahara. Den behandlas som monotypisk, det vill säga att den inte delas in i några underarter.

## Levnadssätt
Dvärgjassanan hittas på grunt vatten vid både säsongsmässiga och permanenta våtmarker. Den livnär sig huvudsakligen av insekter, men har också noterats äta växtdelar. Fågelns häckningssäsong varierar geografiskt och efter nederbörd.

## Status
Artens population har inte uppskattats och dess populationstrend är okänd, men utbredningsområdet är relativt stort. Internationella naturvårdsunionen IUCN anser inte att den är hotad och placerar den därför i kategorin livskraftig.